# Controspionaggio
Il controspionaggio è l'attività di contrasto allo spionaggio.
Tali attività sono svolte non solo da organizzazioni governative verso servizi segreti di altri paesi, ma per reprimere organizzazioni criminali, o anche da privati per tutelare brevetti o altri segreti industriali dallo spionaggio industriale.

## Compiti
Fra i compiti principali del controspionaggio vi sono anche:
- Interrogare i disertori (agenti, funzionari, politici, militari, ecc.) provenienti da altri paesi per verificarne l'affidabilità. La storia dello spionaggio, infatti, annovera casi in cui un'agenzia di spionaggio ha inviato in campo avverso finti disertori che, svelando informazioni vere insieme a tante altre fasulle, hanno compiuto un'opera di disinformazione tale da compromettere l'operatività e l'efficacia di chi lo aveva accolto (ad esempio facendo credere ed indirizzando l'individuazione di traditori che in realtà non lo sono o, al contrario, convincendo che non vi sono traditori quando in realtà ne esistono). In alcuni casi il finto disertore è stato così abile nel guadagnare la fiducia degli avversari da disarticolarne pesantemente le attività.
- Gestire agenti e funzionari stranieri che, pur non avendo disertato, forniscono informazioni sensibili per denaro o per motivi ideologici, verificando la veridicità di quanto appreso per svelare i casi di agente-doppio, cioè chi fa credere di lavorare per gli avversari mentre difatti è ancora leale con i suoi. Questi agenti-doppi, per essere creduti, sono istruiti per fornire informazioni riservate ma facilmente verificabili per consentire agli avversari di accertarne l'autenticità, ma le rimanenti sono false ed architettate ad arte per disinformare e confondere.
- Scoprire i traditori della propria fazione.
- Smascherare e punire eventuali spie infiltrate all'interno del Paese.
- Controllare e monitorare il personale straniero che svolge attività "sensibili" all'interno del Paese.

## Organizzazioni preposte
Alcune nazioni hanno specifiche organizzazioni per svolgere questi compiti:
- Reparto Informazioni e Sicurezza (RIS CII) - Italia, per la sola parte militare nelle aree di teatri operativi
- Agenzia informazioni e sicurezza interna (AISI) - Italia, per la sola contro-ingerenza nazionale
- Agência Brasileira de Inteligência (Abin) - Brasile
- Australian Security Intelligence Organisation (ASIO) - Australia
- Canadian Security Intelligence Service (CSIS) - Canada
- Central Intelligence Agency (CIA) - USA[1]
- Direction de la Surveillance du Territoire (DST) - Francia
- Federal Bureau of Investigation (FBI) - USA
- Counterintelligence Field Activity (CIFA) - USA
- United States Air Force Office of Special Investigations - USA
- FSB - Russia
- Shabak - Israele
- Serviço de Informações de Segurança (SIS) - Portogallo
- Security Service - Regno Unito
- National Intelligence Agency (NIA) - Sudafrica

I. Gioca d'attacco

II. Rispetta la tua professionalità

III. Domina il territorio

IV. Conosci la tua storia

V. Non ignorare l'analisi

VI. Non dilettarti nel dilettantismo

VII. Addestra il personale

VIII. Non farti mettere da parte

IX. Non fare questo mestiere troppo a lungo

X. Mai mollare applicando sempre e comunque il Protocollo